# Hjortnäs och Sunnanäng
Hjortnäs och Sunnanäng – miejscowość (tätort) w Szwecji, w regionie administracyjnym (län) Dalarna, w gminie Leksand.
Według danych Szwedzkiego Urzędu Statystycznego liczba ludności wyniosła: 259 (31 grudnia 2015), 282 (31 grudnia 2018) i 280 (31 grudnia 2019).